# Ardisia spruceana
Ardisia spruceana är en viveväxtart som beskrevs av Carrijo et al. Ardisia spruceana ingår i släktet Ardisia och familjen viveväxter. Inga underarter finns listade i Catalogue of Life.